# 上思朗州
上思朗州（上思郎州），是明代交阯承宣布政使司諒山府下轄的一個州，治所約在今越南上琅縣，位於高平省東北部。

## 沿革
- 秦屬象郡、漢屬九真郡、孫吳分屬九德郡，隋屬愛州、唐為愛州地[2]。
- 永樂五年（1407年）六月癸未朔置，隸諒山府[3]。
- 永樂九年四月十三日，改名上思郎州[4]。
- 永樂十三年五月八日，設上思郎州之通廣巡檢司[5]
- 永樂十七年三月十九日，設上思郎州儒學[6]
- 永樂十七年九月十四日，併下思郎州入上思郎州[7]